# Pereval Gasforda
Pereval Gasforda är ett bergspass i Kazakstan. Det ligger i den östra delen av landet, 900 km sydost om huvudstaden Astana. Pereval Gasforda ligger 977 meter över havet.
Terrängen runt Pereval Gasforda är kuperad åt nordost, men åt sydväst är den platt. Terrängen runt Pereval Gasforda sluttar norrut. Runt Pereval Gasforda är det mycket glesbefolkat, med 4 invånare per kvadratkilometer. Närmaste större samhälle är Dzhansugirov, 6,1 km norr om Pereval Gasforda. Trakten runt Pereval Gasforda består i huvudsak av gräsmarker.